# Эгед Таавура
Эгед Таавура (ивр. אֶגֶד תַּעֲבוּרָה‎) — израильская автобусная компания. Она является дочерней компанией двух крупных израильских компаний: «Эгед» и «Группа Таавура». Эгед Таавура была основана в 2006 году, одновременно с двумя другими дочерними компаниями «Эгед», после реформы государственного транспорта и приватизации в Израиле в 2000-х гг. Её председателем является Гидеон Мизрахи, генеральным директором является отставной генерал-майор израильской полиции Мики Леви.
В марте 2007 года пять водителей Эгед Таавура погибли в дорожно-транспортном происшествии на перекрёстке Гинатон (шоссе 40 и 443). Памятник им был установлен на Центральном автовокзале Ашкелона.

## Основные операции
Эгед Таавура работает на линиях в области Эльада, Ашдоде, Нетании, Ашкелоне и Северного Негева, а также на линиях между Тель-Авивом и Беэр-Шевой. Компания также пыталась работать на линиях в Бейтар-Илите, но после неудачных переговоров с компанией Илит, потеряла эту возможность. Эгед Таавура имеет около 650 автобусов, из которых около 220 автобусов используются в качестве общественного транспорта. Первоначально весь автобусный парк компании был арендован у компании «Эгед» по контракту на один год, пока Эгед Таавура была не в состоянии купить новые европейские автобусы. Арендованные машины, по окончании аренды по большей части передаются в «Эгед» в Иерусалиме.
Автобусные линии, которые осуществляются Эгед Таавура:
- Все внутригородские линии в Ашдоде[8] (с 2007 года)[9])
- Все внутригородские линии в Ашкелоне
- Все внутригородские линии в Кирьят-Гате
- Часть внутригородских линий в Нетании[10]
- Все внутригородские линии в Сдероте, Нетивоте, Офакиме и Кирьят-Малахи
- Междугородние линии, соединяющие Ашкелон, Кирьят-Гат, Сдерот, Нетивот, Офаким и Беэр-Шеву между собой, а также с небольшими городками северо-западном регионе Негева
- Междугородняя линия 376 из Тель-Авива в Цеэлим
- Междугородняя линия 379 из Тель-Авива в региональный совет Эшколь
- Оба экспресса из Тель-Авива в Беэр-Шеву: линия 370 от Центральной автобусной станции Тель-Авива и линия 380 от Центральной железнодорожной станции Тель-Авива (эти линии Эгед Таавура делит с компанией Метрополин, от каждой компании работает около половины автобусов)
- Внутригородские и междугородние линии в области Эльада, в том числе линии в Тель-Авив, Бней-Брак, Петах-Тикву, Рош-Аин, Кирьят-Сефер (Модиин-Илит), Иерусалим и Ашдод

## Новая техника
В мае 2008 года Эгед Таавура подписала контракт на 5 миллионов шекелей с базирующейся в Раанане компанией «transSpot» о поставке последней своих машин с экранами, которые позволят путешествующим получать информацию в реальном времени о станциях и задержках.